# Кузьниця-Глоговська
Кузьниця-Глоговська (пол. Kuźnica Głogowska) — село в Польщі, у гміні Слава Всховського повіту Любуського воєводства.
Населення — 264 особи (2011).
У 1975-1998 роках село належало до Зеленогурського воєводства.

## Демографія
Демографічна структура станом на 31 березня 2011 року:
|          | Загалом | Допрацездатний вік | Працездатний вік | Постпрацездатний вік |
| -------- | ------- | ------------------ | ---------------- | -------------------- |
| Чоловіки | 126     | 28                 | 90               | 8                    |
| Жінки    | 138     | 31                 | 87               | 20                   |
| Разом    | 264     | 59                 | 177              | 28                   |